# Publicitat semàntica
La publicitat semàntica aplica tecnologies semàntiques a les solucions de publicitat en línia. La funció de les tecnologies de publicitat semàntica és analitzar semànticament totes les pàgines web per entendre i classificar-ne correctament el significat i assegurar conseqüentment que la pàgina web conté la publicitat més adequada. La publicitat semàntica augmenta la probabilitat que un usuari faci clic perquè només es mostra publicitat relacionada amb el que està veient i, per tant, relacionada amb els seus interessos.
La publicitat a Internet té el potencial de ser de difusió molt selectiva, és a dir, específicament ajustada als interessos de cada individu. Ara bé, les tècniques més esteses per identificar aquests interessos (la publicitat contextual i el màrqueting de comportament) poden donar problemes.
Les anàlisis semàntiques d'una pàgina web ajuden a entendre'n el significat general des del punt de vista semàntic. Per comparació, la tecnologia de la publicitat contextual es basa en un escàner de les paraules clau que es troben en el text d'un lloc web o d'una cerca a Internet. Una funció automatitzada carrega anuncis a la pàgina web basant-se en aquest text. El problema és que les paraules clau poden tenir diferents significats. Per exemple, una pàgina web que contingui la paraula jaguar pot generar anuncis sobre zoos o sobre cotxes. La diferent naturalesa d'aquests resultats contextuals pot significar que el pressupost en publicitat no es gasti de manera intel·ligent.
El màrqueting de comportament fa servir la informació recollida a partir de les conductes de navegació de l'usuari, és a dir, a partir de les pàgines que ha visitat o les cerques que ha fet, per seleccionar quins anuncis mostrar a cadascú. Ara bé, moltes plataformes identifiquen els visitants assignant-los una galeta HTTP única que monitora les pàgines web que visiten. Les galetes són objecte de controvèrsia degut als problemes de privacitat. De fet, els governs dels Estats Units i d'Europa han emprès algunes accions per restringir-ne l'ús.